# Poznan Porsche Open 2011
Il Poznań Porsche Open 2011 è stato un torneo professionistico di tennis maschile giocato sulla terra rossa. È stata l'8ª edizione del torneo, che fa parte dell'ATP Challenger Tour nell'ambito dell'ATP Challenger Tour 2011. Si è giocato a Poznań in Polonia dal 18 al 24 luglio 2011.

## Partecipanti

### Teste di serie
| Nazionalità | Giocatore         | Ranking* | Testa di serie |
| ----------- | ----------------- | -------- | -------------- |
| Polonia     | Łukasz Kubot      | 69       | 1              |
| Portogallo  | Frederico Gil     | 91       | 2              |
| Portogallo  | Rui Machado       | 94       | 3              |
| Francia     | Éric Prodon       | 103      | 4              |
| Francia     | Stéphane Robert   | 107      | 5              |
| Germania    | Dustin Brown      | 125      | 6              |
| Germania    | Denis Gremelmayr  | 128      | 7              |
| Rep. Ceca   | Jaroslav Pospíšil | 131      | 8              |

- Ranking all'11 luglio 2011.

### Altri partecipanti
Giocatori che hanno ricevuto una wild card:
- Piotr Gadomski
- Marcin Gawron
- Łukasz Kubot
- Bartosz Sawicki

Giocatori che sono passati dalle qualificazioni:
- Tomasz Bednarek
- Kamil Čapkovič
- André Ghem
- Nicolas Renavand

## Campioni

### Singolare
Rui Machado ha battuto in finale  Jerzy Janowicz con il punteggio di 6–3, 6–3

### Doppio
Olivier Charroin /  Stéphane Robert hanno battuto in finale  Franco Ferreiro /  André Sá con il punteggio di 6–2, 6–3